# Edward John Thye

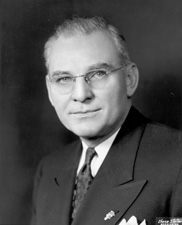
Edward John Thye

Edward John Thye, född 26 april 1896 i Brown County, South Dakota, död 28 augusti 1969 i Northfield, Minnesota, var en amerikansk republikansk politiker och den 26:e guvernören i Minnesota 1943-1947. Han representerade sedan Minnesota i USA:s senat 1947-1959.
Thye tjänstgjorde i första världskriget. Efter kriget var han jordbrukare och traktorexpert i Minnesota. Han var viceguvernör i Minnesota 1943 och tillträdde som guvernör när Harold Stassen avgick för att delta i andra världskriget. Han vann sedan 1944 års guvernörsval med klar marginal. Thye besegrade sittande senatorn Henrik Shipstead i republikanernas primärval inför 1946 års kongressval. Han vann sedan klart mot demokraternas kandidat Theodore Jorgenson. Han omvaldes 1952 men förlorade 1958 mot demokraten Eugene McCarthy.
Thye var av norsk härkomst.